# Благоје Ј. Костић
Благоје (Јована) Костић (Прокупље, 1891 — 1916) био је српски наредник и командир. Носилац је Карађорђеве звезде са мачевима.

## Биографија
Рођен је 1891. године у Прокупљу од оца Јована и мајке Јевросиме. Као несвршени питомац Војне академије кренуо је у рат 1912. године са чином наредника. После завршеног Првог балканског рата унапређен је у чин потпоручника. Све до своје погибије борио се у саставу Гвозденог пука као командир митраљеског вода. Био је познат као неустрашиви митраљезац као и по томе што је своје митраљезе пренео неоштећене преко Албаније. За показану храброст одликован је више пута.
Погинуо је 5. 11. 1916. године као јунак на коти 1212. О његовој јуначкој погибији овкао је написано у армијској наредби:
5. 11. 1916. године на коти 1212. приликом бугарског противунапада, којим су наши војници били поколебани, оставио је митраљезе, са карабином и бомбама истрчао у први борбени ред, повео војнике са собом, одбио Бугаре и одржао положај. Погинуо је у борби бајонетима и нађен је сутрадан сав измрцварен од непријатеља.
Одликован је официрским орденом Карађорђеве звезде са мачевима 4. реда, орденом Белог орла 4. и 5. реда, Сребрном и Златном медаљом за храброст итд.
Погинуо је у 25. години живота.